# Arge ciliaris
Arge ciliaris är en stekelart som först beskrevs av Carl von Linné 1767.  Arge ciliaris ingår i släktet Arge, och familjen borsthornsteklar. Arten är reproducerande i Sverige.